# Deuteronomos tiliaria
Deuteronomos tiliaria là một loài bướm đêm trong họ Geometridae.